# Cyathea squamulata
Cyathea squamulata är en ormbunkeart som först beskrevs av Bl., och fick sitt nu gällande namn av Edwin Bingham Copeland. Cyathea squamulata ingår i släktet Cyathea och familjen Cyatheaceae. Inga underarter finns listade.